# لیان آگوستین
لیان آگوستین (به انگلیسی: Liane Augustin) (زاده ۱۸ نوامبر ۱۹۲۷-درگذشته ۳۰ آوریل ۱۹۷۸) خواننده و بازیگر آلمانی-اتریشی بود.
او نماینده آلمان در یوروویژن ۱۹۵۸ بود.